# Свадік Сануді
Сва́дік Сану́ді (англ. Swadick Sanudi; народився 21 жовтня 1983; Малаві) — малавійський футболіст, воротар південноафриканського клубу «Динамос ФК» та національної збірної Малаві.

## Національна збірна Малаві
Свадік Сануді основний голкіпер збірної, в складі якої дебютував у 2000 р.

## Досягнення
- «Бакілі Буллетс»
  - Прем'єр-дивізіон (4): 2001-2002, 2002-2003, 2003-2004, 2004-2005